# 王宗威
王宗威（?—?），中國五代十国時代人物，前蜀高祖王建的义子。
事奉王建为义子，王建给他赐姓名王宗威。他在前蜀官至山南节度使、兼侍中。后唐庄宗李存勖派大军伐蜀，王宗威当时以梁州（今陕西省汉中市）、开州（今重庆市开州区）、通州（今四川省达州市）、渠州（今四川省渠县）、临州（今重庆市忠县）五州降唐。